# Stradă completă

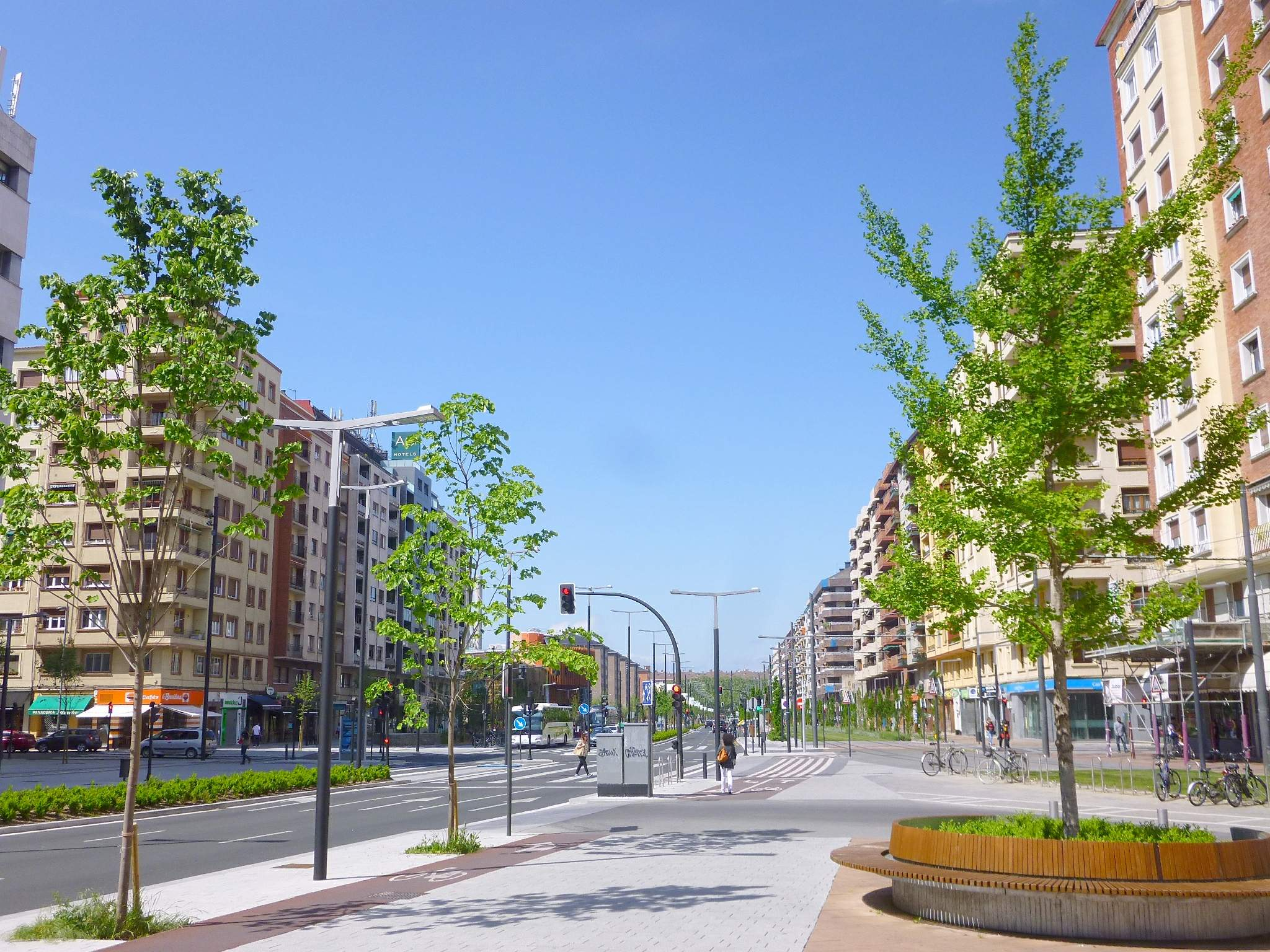
Aleea Gasteiz din Vitoria este un exemplu de stradă completă, care include trotuare cu arbori, mobilier urban prietenos, fântâni publice cu apă potabilă, pistă pentru bicicliști, tramvai și partea carosabilă.

În urbanism și mobilitate, conceptul de stradă completă se referă la proiectarea unei căi urbane care permite deplasări accesibile, sigure, confortabile și directe pentru toți posibilii utilizatori, indiferent de capacitatea lor, vârstă sau mijlocul de transport.
Acest concept se aplică marilor bulevarde și străzi, care ar trebui să includă, pe lângă partea carosabilă, trotuare pentru pietoni cu arbori, bănci și treceri de pietoni la intervale regulate, piste de biciclete sigure și interconectate pentru cicliști și benzi dedicate pentru autobuze sau linii de tramvai, pentru a face transportul public eficient și pentru a evita aglomerația de trafic privat.
Conceptul de stradă completă completează conceptele de stradă rezidențială și stradă pietonală pentru străzi mai înguste, unde prioritatea este acordată pietonilor și nu există o separare a zonelor pentru fiecare tip de utilizator.